# George Clarke
Pour les articles homonymes, voir Clarke.
George Clarke (7 mai 1661-22 octobre 1736), de All Souls, Oxford, est un architecte anglais, collectionneur d'imprimés et homme politique conservateur qui siège à la Chambre des communes anglaise et britannique entre 1702 et 1736.

## Biographie
Fils de Sir William Clarke, il s'inscrit au Brasenose College d'Oxford en 1676. Il est élu Fellow du All Souls College d'Oxford en 1680. Il est élu lors d'une élection partielle contestée le 23 novembre 1685 en tant que député de l'Université d'Oxford, mais n'occupe jamais son siège car le Parlement est prorogé . Il devient juge-avocat de l'armée et est secrétaire à la guerre en Irlande de 1690 à 1692 et en Angleterre de 1693 à 1704 sous Guillaume III d'Orange-Nassau et la reine Anne. Il est secrétaire du prince Georges de Danemark, l'époux de la reine Anne et lord haut amiral et généralissime d'Angleterre .
Il est réélu en tant que député de Winchelsea aux Élections générales anglaises de 1702, et devient secrétaire adjoint de l'Amirauté. Aux Élections générales anglaises de 1705 il est réélu député d'East Looe. Il n'est pas nommé pour un siège aux élections générales britanniques de 1708. Il est réélu à une élection partielle le 29 mai 1711 comme député de Launceston. Il ne se présente pas aux élections générales britanniques de 1713. Au cours de cette dernière période, il est Lord Commissaire de l'Amirauté du 20 décembre 1710 au 14 octobre 1714, date à laquelle il est licencié à la suite de l'accession au trône de George Ier .
Il revient à la Chambre des communes en tant que député de l'Université d'Oxford lors d'une élection partielle le 4 décembre 1717. Il est réélu aux élections générales de 1722, 1727 et 1734. Au moment de sa dernière élection en 1734, il a perdu son œil gauche et son œil droit décline.
Il est également architecte amateur . Son travail connu se limite en grande partie à Oxford et il est connu pour avoir conçu des bâtiments et aussi pour avoir collaboré avec Nicholas Hawksmoor, entre autres.
Timothy Clayton évoque la collection d'estampes de Clarke, notant que «John Vanburgh, Alexander Pope et George Vertue se sont rendus à Oxford pour utiliser sa bibliothèque avec sa collection unique de notes et de dessins de [Inigo] Jones» (Clayton 1992, p.   124).
La bibliothèque du Worcester College d'Oxford abrite la collection de livres, MSS, gravures et dessins de Clarke. Les travaux de construction de la bibliothèque, commencés quelques années après la fondation du collège en 1714, ont été achevés en 1736. Une dispute entre Clarke et All Souls a entraîné le legs à Worcester.

## Liste des œuvres architecturales
- La bibliothèque du Peckwater Quad, Christ Church, Oxford (1717-1738)
- Reconstruit le Queen's College, à Oxford, avec Hawksmoor (1710-1721)
- Les nouveaux bâtiments, Magdalen College, Oxford (1733)
- La salle, la chapelle et la bibliothèque, Worcester College, Oxford (1733-1753)
- Le presbytère, Kingston Bagpuize (c.1723)
- Cokethorpe House, modifications (vers 1710)

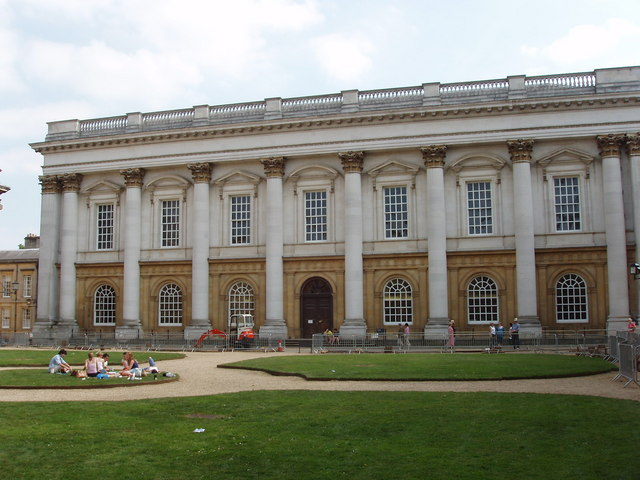
Bibliothèque, Christ Church, Oxford
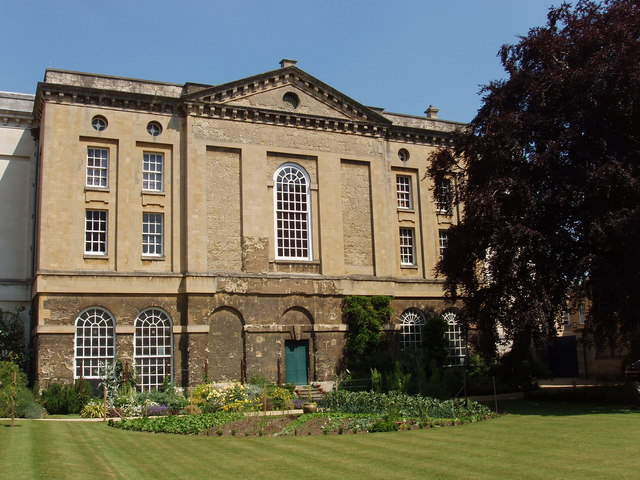
Bibliothèque, Christ Church, Oxford
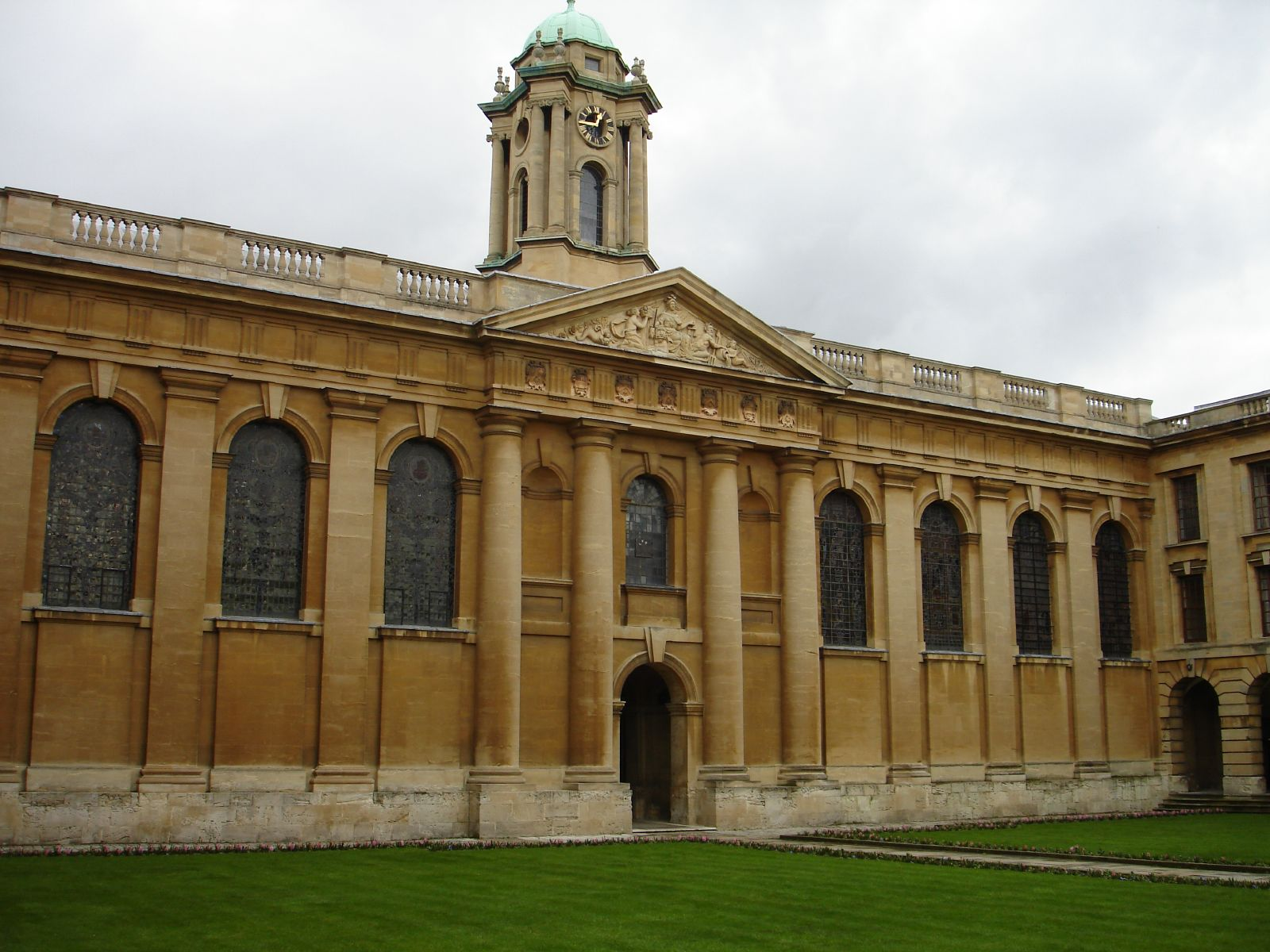
Queens' College Oxford
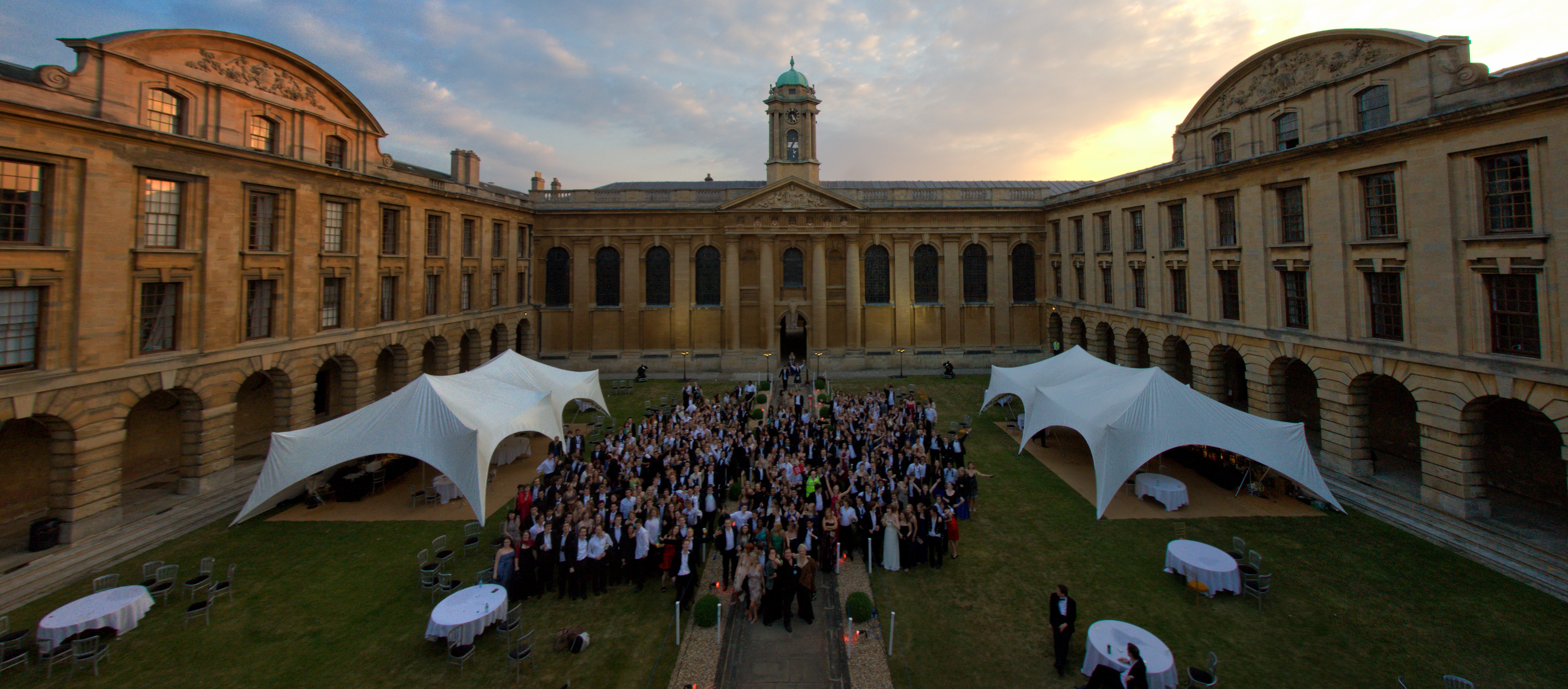
Queens' College Oxford
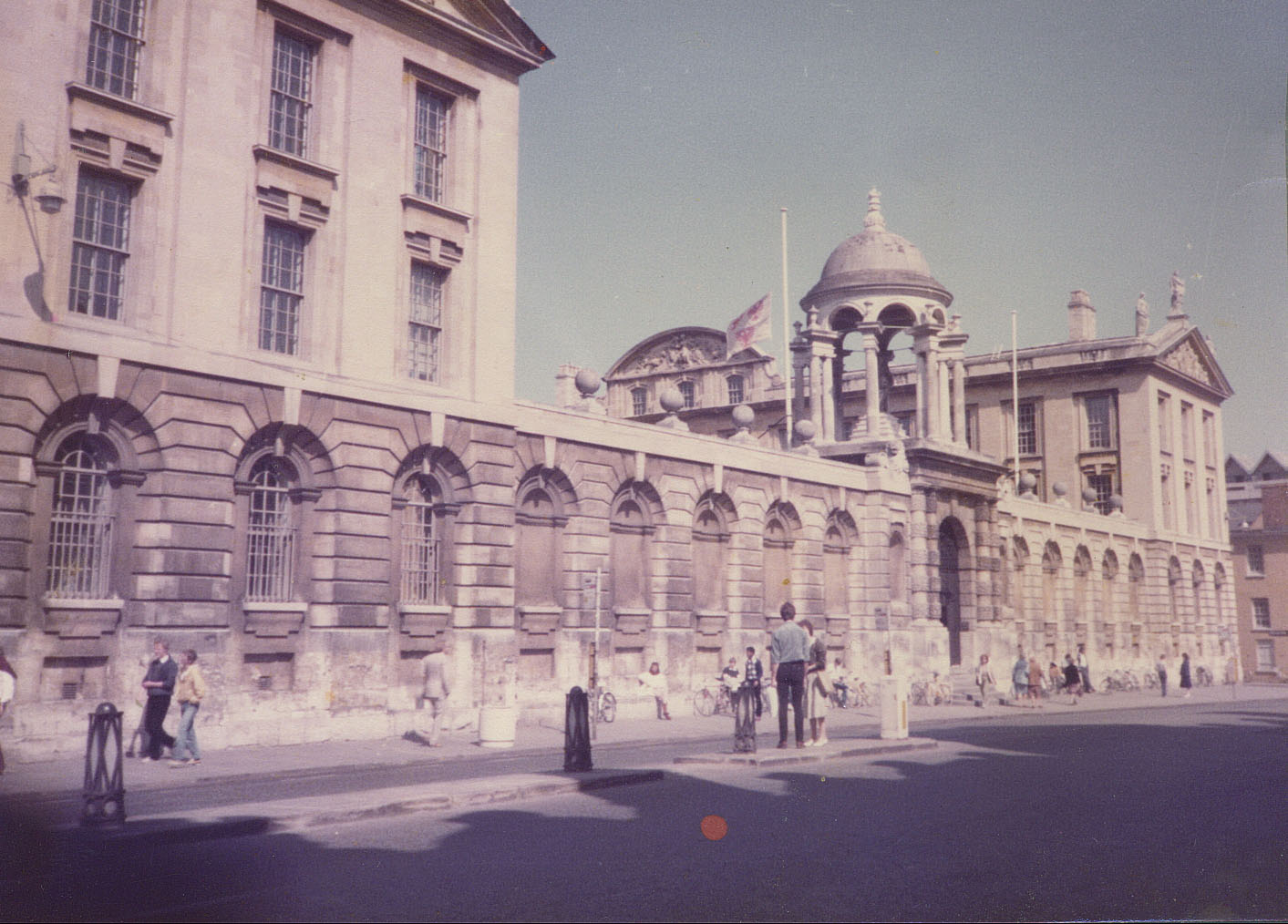
facade sur High Street, Queens' College Oxford
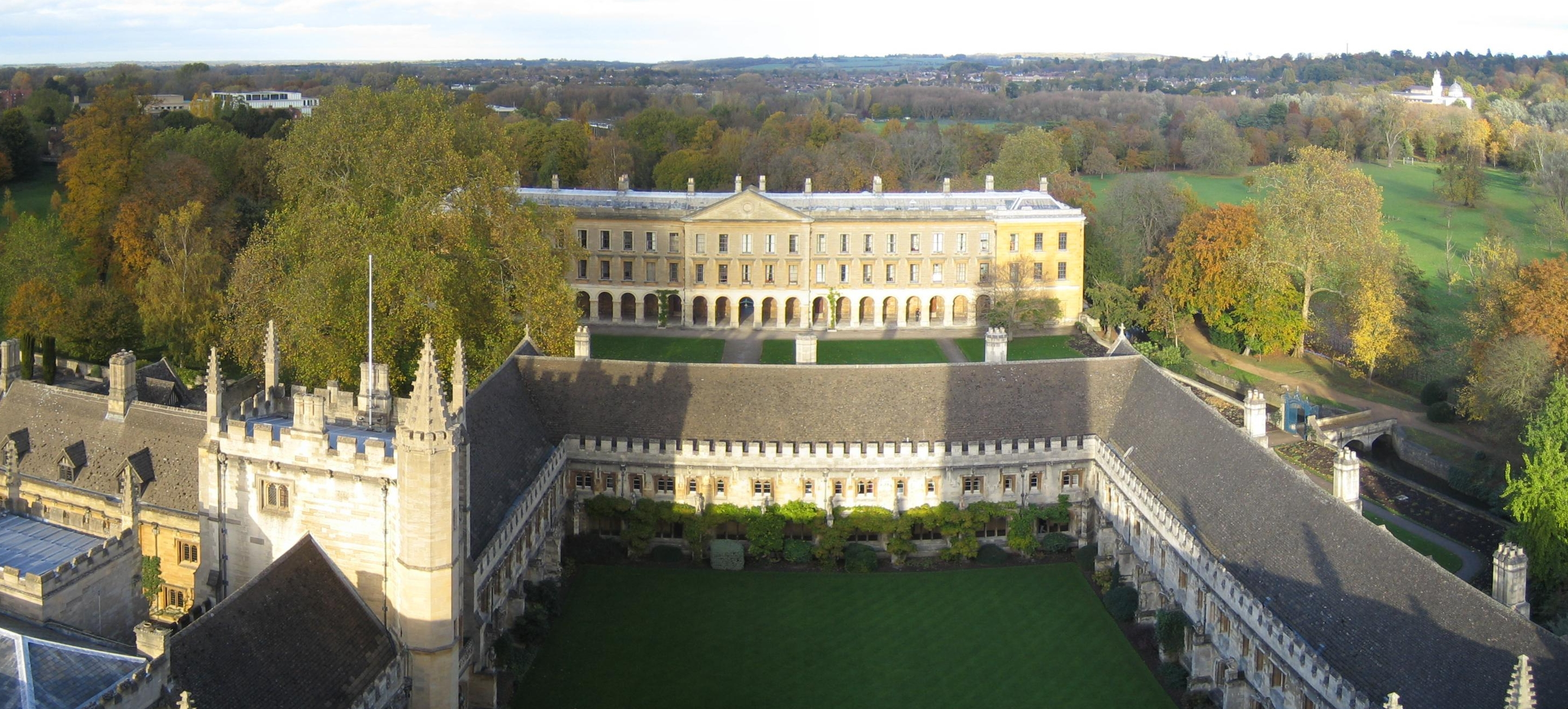
Magdalen College, Oxford
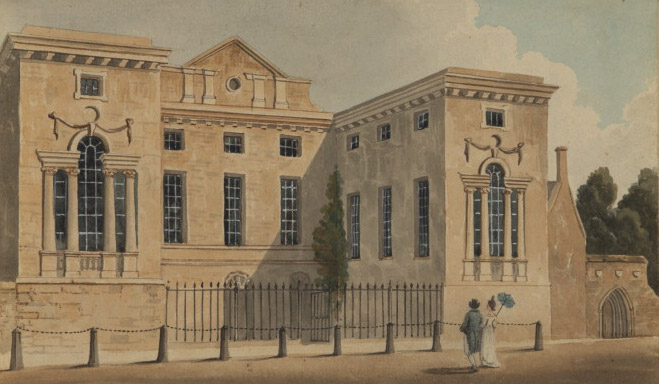
facade, Worcester College, Oxford
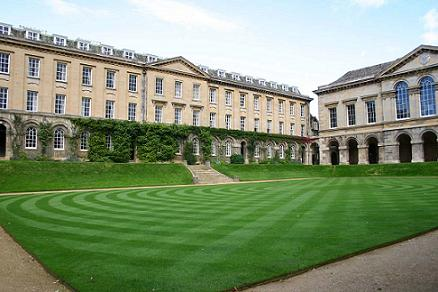
Worcester College, Oxford